# Alexei Wassiljewitsch Gordejew

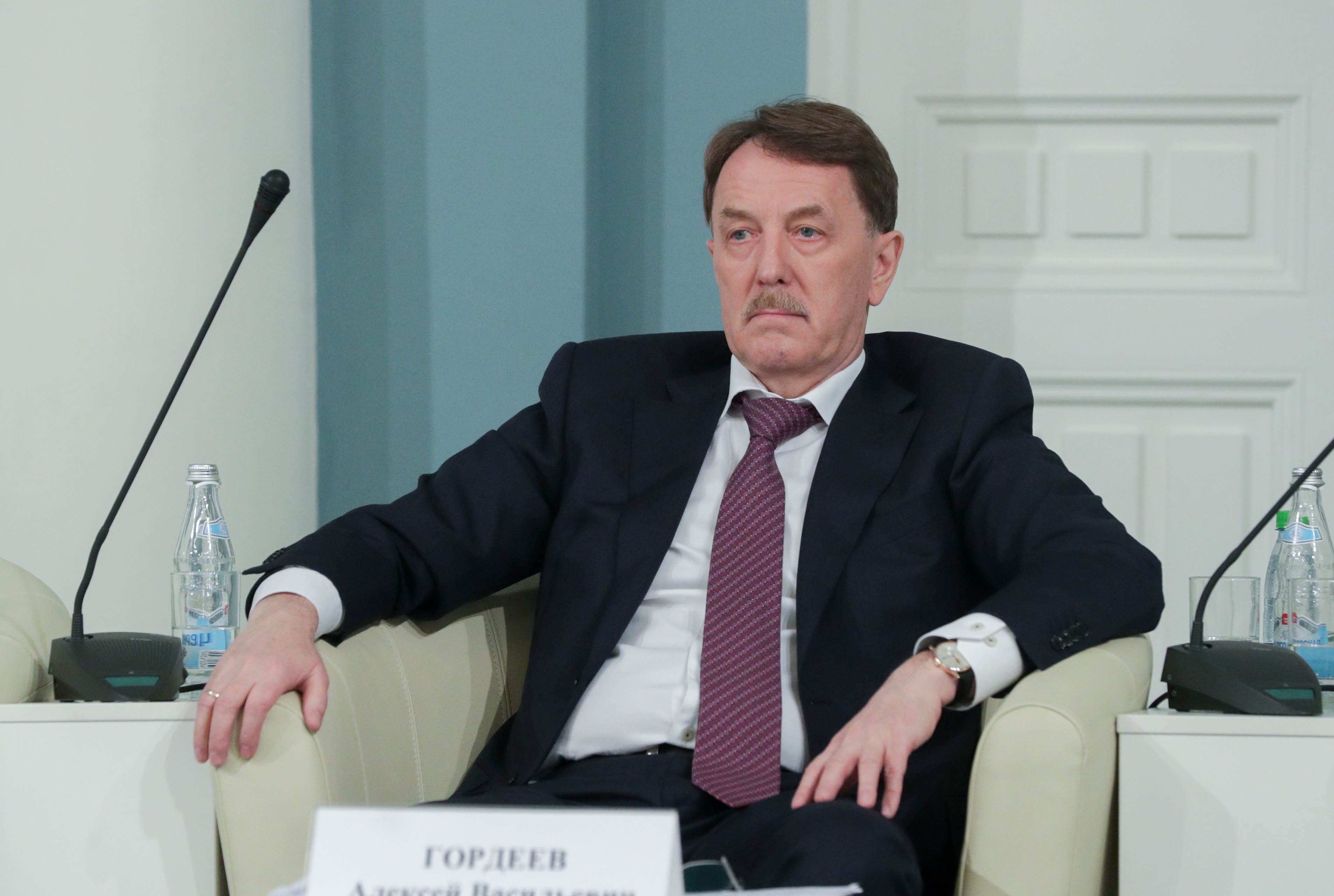
Alexei Gordejew (2020)

Alexei Wassiljewitsch Gordejew (russisch Алексе́й Васи́льевич Горде́ев; * 28. Februar 1955 in Frankfurt (Oder)) ist ein russischer Politiker. Er war von 1999 bis 2009 Landwirtschaftsminister der Russischen Föderation, von 2009 bis 2017 Gouverneur der Oblast Woronesch und vom 25. Dezember 2017 bis 18. Mai 2018 Bevollmächtigter Vertreter des Präsidenten im Föderationskreis Zentralrussland. Vom 18. Mai 2018 bis 2020 war er stellvertretender Ministerpräsident. Seit Januar 2020 ist er Vizevorsitzender der Duma. 

## Karriere
Gordejew wurde in Frankfurt (Oder) in der DDR geboren und wuchs in Magadan auf. Von 1973 bis 1978 studierte er erfolgreich am Moskauer Institut für Eisenbahningenieurwesen (институт инженеров железнодорожного транспорта). Nach seinem Studium und dem Militärdienst arbeitete er ab 1980 als Senior-Vorarbeiter beim russischen Bauunternehmen Glavmosstroy (Главмосстрой). Von 1981 bis 1986 arbeitete er als Senior-Spezialist, Abteilungsleiter und dann als stellvertretender Leiter der Glavsnaba Minplodoovoschhoza der Russischen SFSR (Главснаба Минплодоовощхоза РСФСР). 1986 wurde er stellvertretender Leiter für Produktion und Vertrieb von Verpackungen bei Gosagroprom der RSFSR (Госагропром РСФСР) und noch im selben Jahr stellvertretender Generaldirektor des Industriellen Landwirtschaftskombinates „Moskau“ (Агропромышленный комбинат «Москва»).
Am 3. März 1991 wurde Gordejew zum Wirklicher Staatsrat 1. Klasse der Russischen Föderation befördert. 1992 schloss er die Moskauer Volkswirtschaftsakademie beim Ministerrat der UdSSR (Академия народного хозяйства (АНХ) при Совете Министров СССР) ab und wurde Verwaltungsleiter des Rajons Ljuberzy in der Oblast Moskau. Ab 1997 war er Leiter der Abteilung für Wirtschaftswissenschaften und Mitglied des Collegiums des Ministeriums für Landwirtschaft und Ernährung der Russischen Föderation. Im Mai 1998 wurde er Erster Stellvertreter des Ministers für Landwirtschaft und Ernährung.
Anfang 1999 wurde Gordejew zum stellvertretenden Vorsitzenden der Agrarpartei unter Michail Lapschin gewählt.
Gordejew wurde am 19. August 1999 Minister für Landwirtschaft und Ernährung der Russischen Föderation in der Regierung Putin. Im Mai 2002 wurde er außerdem zum Vorsitzenden der Russischen Agrarbewegung (Rossijskoje agrarnoje dwischenije, RAD), die im Gegensatz zur KPRF der regierenden Partei Einiges Russland gegenüber loyal ist.
Am 16. Februar 2009 wurde Gordejew vom Präsidenten der Russischen Föderation Dmitri Anatoljewitsch Medwedew für den Posten des Gouverneurs der Oblast Woronesch nominiert. Am 26. Februar wurde er vom lokalen Parlament bestätigt. Seine Amtseinführung fand am 12. März statt. Bei der Gouverneurswahl im September 2014 wurde er für eine fünfjährige Amtszeit wiedergewählt, trat jedoch im Dezember 2017 zurück und wurde Bevollmächtigter Vertreter des russischen Präsidenten im Föderationskreis Zentralrussland. Im Mai 2018 kehrte Gordejew in die Regierung zurück und wurde im zweiten Kabinett Dmitri Medwedews Vize-Ministerpräsident.
Am 15. Januar 2020 trat er aufgrund des Rücktritts der Regierung als stellvertretender Premierminister zurück. Er wurde nicht Teil der neuen Regierung, die am 21. Januar gebildet wurde.
Am 12. Februar 2020 erhielt er das Mandat des scheidenden Duma-Abgeordneten Gennadi Wassiljewitsch Kulik. Er wurde sofort zum stellvertretenden Vorsitzenden der Staatsduma ernannt und löste damit Sergei Newerow ab, der zurückgetreten war, um sich „auf seine Arbeit in der Fraktion zu konzentrieren“.
Gordejew ist kandidat nauk (Doktor) der Wirtschaftswissenschaften. Seit 2013 ist er Mitglied der Russischen Akademie der Wissenschaften.

## Internationale Sanktionen
Aufgrund des Russischen Überfalls auf die Ukraine 2022 steht Gordejew unter persönlicher internationaler Sanktionierung durch verschiedene Länder. Seit dem 25. Februar 2022 steht er auf der Sanktionsliste aller Länder der Europäischen Union. Seit dem 4. März 2022 steht er unter Schweizer Sanktionen. Seit dem 11. März 2022 steht er auf der Sanktionsliste des Vereinigten Königreichs. Seit dem 12. April 2022 unter persönlichen Sanktionen durch Japan. Seit dem 4. Mai 2022 unter Sanktionen Australiens.

## Vermögen und Einkommen
Alexej Gordejew verdiente als Gouverneur 2016 über 9,65 Millionen Rubel. Er meldete eine 127 m² große Wohnung, eine 31,4 m² große Garage und drei Autos aus sowjetischer Produktion – einen GAZ-M20 Pobeda, einen Moskwitsch-403 und einen GAZ-69A.
Am 2. September 2021 berichtete die russischer Non-Profit-Organisation Stiftung für Korruptionsbekämpfung, dass die Familie Gordejew Immobilien im Wert von mehr als 1,5 Milliarden Rubel besitze, die auf Gordejews Frau, Sohn und Schwiegertochter registriert seien.